# Warren Barrett
Warren Barrett   (Montego Bay, 9 de setembre de 1970) és un futbolista jamaicà, ja retirat, que ocupava la posició de porter.

## Carrera esportiva
Va militar sobretot a les files del Violet Kickers FC, així com al Wadadah FC a la campanya 99/00.
Barrett va debutar amb la selecció de futbol de Jamaica el 1990 contra Barbados. Fou el porter titular, i capità, de la selecció jamaicana que es va classificar per a la ronda final de la Copa del Món de França 1998. Amb els reggae boyz, va sumar fins a 127 internacionalitats, segons els números de la Federació Jamaicana de Futbol, però en aquesta xifra s'hi inclouen partits amb categories inferiors o contra clubs. Va disputar el seu darrer encontre amb Jamaica a la Copa d'Or de la CONCACAF 2000, contra Hondures.
Una vegada retirat va exercir d'entrenador de porters de la selecció nacional jamaicana.